# 拉蘇勒王朝
拉蘇勒王朝（阿拉伯语：‎），是一個1229年-1454年統治也門的遜尼派王朝。
王朝奠基人拉蘇勒是一個土庫曼人酋長，後來接受阿拉伯語並稱自己是阿拉伯部落後裔，他在1180年被阿拔斯王朝哈里發派到也門，他的兒子阿里成為麥加總督，孫兒歐麥爾1229年正式建國。
拉蘇勒王朝通常被認為是也門歷史最輝煌的時代之一，因曾領有聖城麥加因此提高了自己的威信。這國家農業與商業發達，特別是港口稅收是收入一大來源，而馬和農作物是最重要的出口產品。
這王國後來亡於當地阿拉伯人成立的塔希爾迪王朝。